# Alex Tóth
Alex Tóth (Budapest, 23 de octubre de 2005) es un futbolista húngaro que juega en la demarcación de centrocampista para el Ferencváros TC de la Nemzeti Bajnokság I.

## Selección nacional
Tras jugar en las categorías inferiores de la selección, finalmente hizo su debut con la selección de Hungría el 23 de marzo de 2025 en un encuentro de la Liga de Naciones de la UEFA 2024-25 contra Turquía que finalizó con un resultado de 0-3 a favor del combinado turco tras los goles de Hakan Çalhanoğlu, Arda Güler y Abdülkerim Bardakcı.

## Clubes
| Club                 | País    | Año       | Partidos | Goles |
| -------------------- | ------- | --------- | -------- | ----- |
| Ferencváros TC       | Hungría | 2023-2024 | 3        | 0     |
| Soroksár SC (cedido) | Hungría | 2024      | 9        | 0     |
| Ferencváros TC       | Hungría | 2024      | 5        | 0     |
| Soroksár SC (cedido) | Hungría | 2024      | 14       | 0     |
| Ferencváros TC       | Hungría | 2024-     | 27       | 2     |

## Palmarés

### Títulos nacionales
| Título              | Club           | País    | Año  |
| ------------------- | -------------- | ------- | ---- |
| Nemzeti Bajnokság I | Ferencváros TC | Hungría | 2024 |
| Nemzeti Bajnokság I | Ferencváros TC | Hungría | 2025 |